# Скобелевская улица (Москва)
Ско́белевская у́лица — улица в Юго-Западном административном округе города Москвы на территории района Южное Бутово. Начинается от улицы Поляны, проходит недалеко и вдоль Изюмской улицы и заканчивается выходя на Веневскую улицу.

## Происхождение названия
Улица названа 8 апреля 1994 года в честь российского полководца героя русско-турецкой войны М. Д. Скобелева.

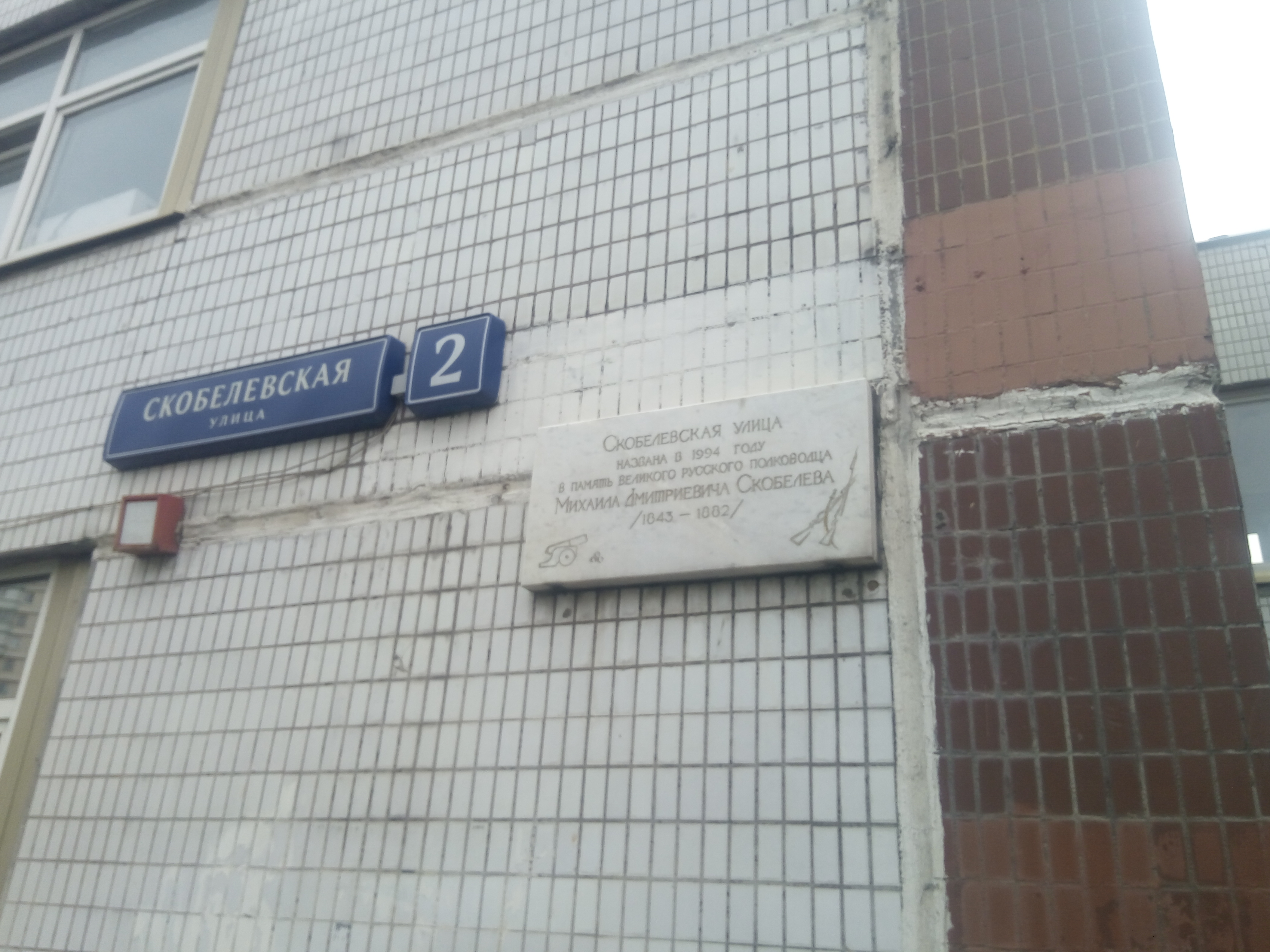
Скобелевская улица, 2

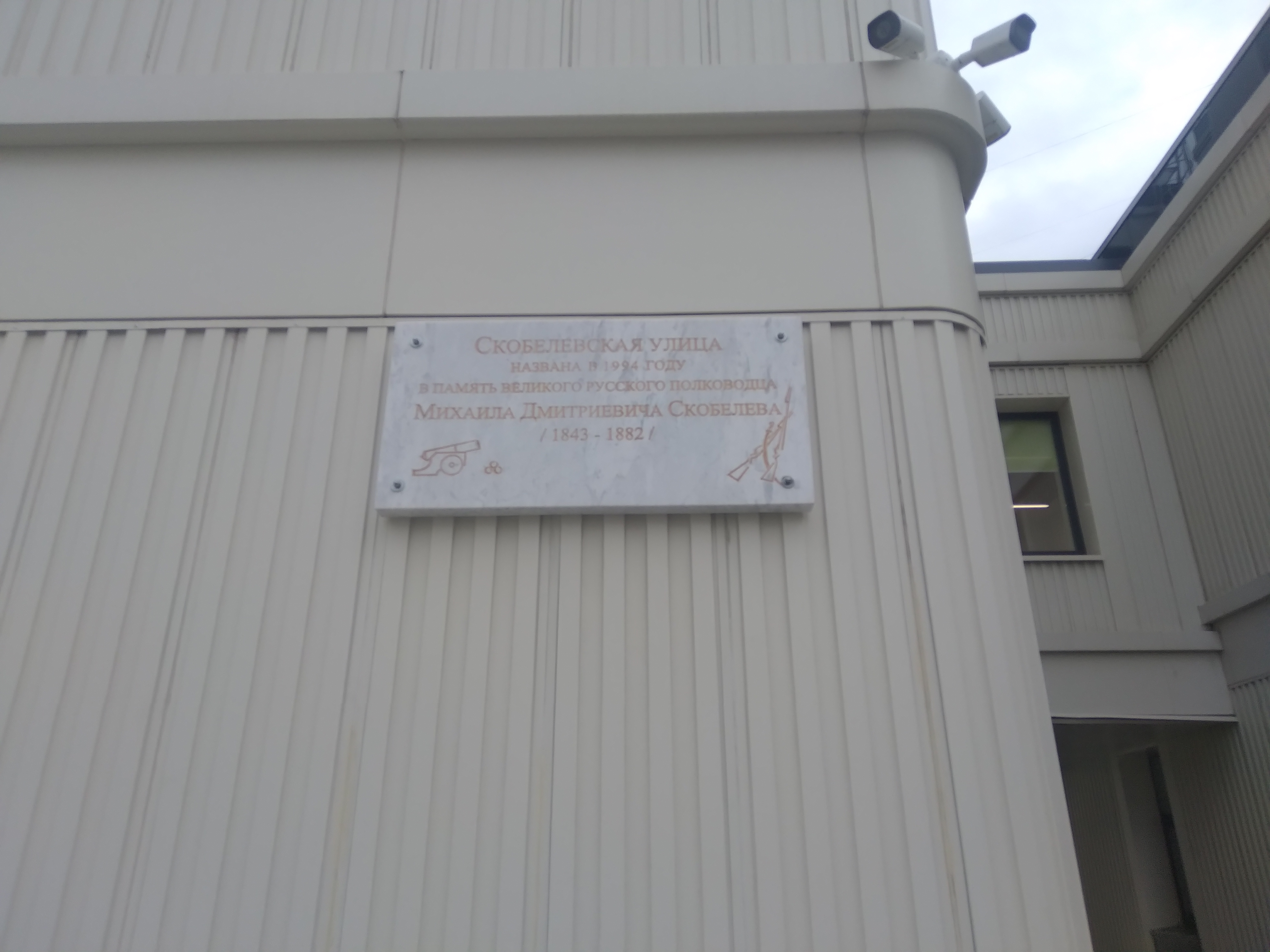
Скобелевская улица, 2; после реконструкции детской поликлиники

## Описание
В 2019 году на улице появилась пешеходная зона от дома 1 до дома 23. Она была благоустроена в рамках программы мэра Москвы «Мой район». Ранее на этой территории находились только асфальтовая пешеходная дорожка и газон. Площадь проведенных работ 3,7 гектара. В ходе благоустройства дорожки были выложены брусчаткой, появились урны, садово-парковые диваны, а также входные перголы. Вдоль маршрута установлены детские площадки. Здесь же находится изюминка прогулочной зоны – качели в форме колец, которые светятся в вечернее время.

## Здания и сооружения
по нечётной стороне:
по чётной стороне:
- Дом № 2 — Детская поликлиника № 138
- Дом № 46 — Бутовская участковая ветеринарная лечебница

## Транспорт

### Метро
- Станция метро  Улица Скобелевская (середина улицы).

### Автобус
- Автобусное сообщение в двух направлениях от Новобутовского проезда до Венёвской улицы

Автобусные остановки
Чётная сторона:
- Детская поликлиника: С1 С936 С953 146
- Метро Улица Скобелевская (прежнее название: Торговый дом Булочная-пекарня): С1 С936 С953 146
- 1-й микрорайон Южного Бутова: 523 523К 877
- Ветеринарная лечебница (прежние навзвания: Изюмская улица, Изюмская улица — Медицинский центр): С1 С936 С953 146 523 523К 877

Нечётная сторона:
- Ветеринарная лечебница (прежние навзвания: Изюмская улица, Изюмская улица — Медицинский центр): 523 523К 877
- 1-й микрорайон Южного Бутова: 523 523К 877
- Метро Улица Скобелевская (прежнее навзвание: Торговый дом Булочная-пекарня): С1 С936 С953 146
- Детская поликлиника (прежнее название: Скобелевская улица) С1 С936 С953 146

Автобусные маршруты
- С1: прямой - от Новобутовского проезда до бульвара Адмирала Ушакова, от Изюмской улицы до Венёвской улицы; обратный - от Венёвской улицы до Изюмской улицы (остановок нет), от бульвара Адмирала Ушакова до Новобутовского проезда
- С636: от Новобутовского проезда до бульвара Адмирала Ушакова, от Изюмской улицы до Венёвской улицы; обратный - от Венёвской улицы до Изюмской улицы (остановок нет), от бульвара Адмирала Ушакова до Новобутовского проезда
- С953: прямой - от Новобутовского проезда до бульвара Адмирала Ушакова, от Изюмской улицы до Венёвской улицы; обратный - от Венёвской улицы до Изюмской улицы (остановок нет), от бульвара Адмирала Ушакова до Новобутовского проезда
- 146: прямой - от Новобутовского проезда до бульвара Адмирала Ушакова, от Изюмской улицы до Венёвской улицы; обратный - от Венёвской улицы до Изюмской улицы (остановок нет), от бульвара Адмирала Ушакова до Новобутовского проезда
- 523: прямой - от бульвара Адмирала Ушакова до Венёвской улицы; обратный - от Венёвской улицы до бульвара Адмирала Ушакова
- 523К: прямой - от бульвара Адмирала Ушакова до Венёвской улицы; обратный - от Венёвской улицы до бульвара Адмирала Ушакова
- 877: прямой - от бульвара Адмирала Ушакова до Венёвской улицы; обратный - от Венёвской улицы до бульвара Адмирала Ушакова

## Строительство тоннеля для СБВ
С 24 февраля 2024 г. по 19 января 2026 г. полностью перекрыт участок для движения транспорта от улицы Поляны до Новобутовского проезда в обоих направлениях на время строительства тоннеля для автодороги Солнцево — Бутово — Варшавское шоссе